# Elsässischer Hilfsdienst
Der Elsässische Hilfsdienst (EHD) war eine politische Organisation zur Unterstützung der deutschen Besatzungsmacht im französischen Elsass, die 1940 gegründet und 1941 aufgelöst wurde. Der EHD war eine Vorläuferorganisation der NSDAP.

## Leitung
Gründer und Leiter des EHD war Robert Ernst, Luftwaffenmajor und Bundesleiter des Bundes der Elsaß-Lothringer im Reich. Bezirksstellenleiter im Département Haut-Rhin (Bezirksstelle Colmar) war Paul Maas, Ernsts Stellvertreter im Bund der Elsaß-Lothringer. Bezirksstellenleiter im Département Bas-Rhin (Bezirksstelle Strasbourg) war der Hauptmann der Wehrmacht Walter Würtz.

## Geschichte
Der Elsässische Hilfsdienst wurde am 20. Juni 1940 durch Robert Ernst in Colmar gegründet. An der Gründungsversammlung nahmen 20 Personen teil. Am 27. Juni nahm die Bezirksstelle Strasbourg in den Räumen des Journal d'Alsace et de Lorraine in der 19 rue Thomann (Thomannsgasse 19) ihre Tätigkeit auf und zog später zum Place Kléber (Karl-Roos-Platz) um.
Am 15. Juli 1940 fand die erste Großkundgebung in Straßburg statt, auf der sich der EHD als politische Organisation zur Zusammenarbeit mit der deutschen Besatzungsmacht präsentierte. Am 18. Juli 1940 forderte ein gemeinsames Manifest des EHD mit den „Nanzigern“, einer Gruppe von elsässischen und lothringischen Lokalpolitikern, den Anschluss des Elsass an Deutschland (Manifest von Drei-Ähren). In diesem Manifest behauptete der EHD, im Land bereits über zehntausende Vertrauensmänner zu verfügen.
Am 13. August 1940 formulierte Bezirksstellenleiter Maas Aufgaben und Ziele des EHD folgendermaßen:

„1. Der EHD ist die organisatorische Zusammenfassung der deutschbewussten und zum Reich positiv eingestellten Angehörigen des elsässischen Volkes mittels seiner landes- und ortskundigen Mitglieder, eine Hilfsorganisation einmal für die mit den lokalen Verhältnissen weniger vertrauten Staats- und Parteistellen und zum anderen für die durch die Begleiterscheinungen des Krieges betroffene elsässische Bevölkerung darstellend.
2. Der EHD soll als organisatorischer Vorläufer der NSDAP ein Sammelbecken für alle diejenigen Elsässer bilden, die willens und geeignet sind, zu einem späteren Zeitpunkt in die NSDAP aufgenommen zu werden, und soll außerdem den späteren Aufbau der NSDAP mit errichten helfen.“

Der EHD half bei der Rückführung der nach Südfrankreich evakuierten elsässischen Zivilbevölkerung, stellte sich der deutschen Polizei und dem deutschen Geheimdienst zur politischen Überprüfung der Bevölkerung zur Verfügung und betrieb zudem antifranzösische Propaganda. EHD-Vertrauensleute saßen als Beisitzer in den deutschen Kommissionen, die zur Ausweisung politisch unerwünschter Elsässer gebildet worden waren. Bereits Ende August 1940 löste der deutsche Chef der Zivilverwaltung für das Elsass Robert Wagner die Bezirksstellenleitungen des EHD auf und versetzte die Abteilungsleiter zum neugegründeten Opferring Elsass der NSDAP, auf Gemeindeebene arbeitete der EHD zunächst weiter. Mitte Oktober 1940 wurden auch sämtliche Vertrauensleute dem Opferring Elsass zugeteilt, womit der EHD als eigenständige Organisation praktisch ausgeschaltet war.
In einem offenen Brief an Robert Ernst erklärte Wagner den EHD mit Wirkung vom 22. März 1941 als aufgelöst:

„Mit dem Tag der Gründung der NSDAP im Elsaß ist auch der Zeitpunkt gekommen, an dem ich Ihnen, entsprechend Ihrem eigenen Wunsche, den Auftrag zur Auflösung des EHD erteilen kann.“